# Concepción de Alajuelita
Concepción es un distrito del cantón de  Alajuelita, en la provincia de San José, de Costa Rica.

## Toponimia
El nombre del distrito proviene en honor a Inmaculada Concepción de la Virgen María, un dogma de la Iglesia católica decretado en 1854 que sostiene que la Virgen María estuvo libre del pecado original desde el primer momento de su concepción por los méritos de su hijo Jesucristo.

## Ubicación
Limita al noroeste con el distrito de Alajuelita, al oeste con el distrito de San Josecito, al suroeste con el distrito de San Antonio, al este con el cantón de Desamparados y al noreste con el cantón de San José.

## Geografía
Concepción cuenta con un área de 2,43 km² y una altitud media de 1120 m s. n. m.

## Demografía
Para el año 2022, Concepción cuenta con una población estimada de 17 269 habitantes, y para el último censo efectuado, en 2011, Concepción contaba con una población de 18 721 habitantes. El distrito de Concepción surgió con la fundación del cantón en 1909. Hasta la década de 1990 tenía una superficie de 2,48 km², tras un leve ordenamiento territorial, pasó a tener la extensión territorial actual.

## Localidades
- Barrios: 8 de Diciembre, Almendros, Boca de Monte, Calle Limón, Chirivico, Concepción Arriba (centro), Concepción Abajo, El Chorro, Itabos, La Chanchera, La Cuesta de la Mona, Las Fuentes, Los Pinos (comparte con Alajuelita), Lotes Chinchilla, Lotes Paz, Monte Alto, Once de Abril, Pochos, Poró, Progreso, Tejar (comparte con San Josecito), Vegas, Virtud de Monte Dorado, Vista de San José, Vista Grande, Vista Real, Vista Sur.

## Cultura

### Educación
Ubicadas propiamente en el distrito de Concepción se encuentran los siguientes centros educativos:
- Escuela Carmen Lyra
- Escuela de Concepción
- Colegio Técnico Profesional (C.T.P.) Don Bosco

### Gastronomía
El distrito se caracteriza por su costumbre de fermentar el maíz y convertirlo en chicha, la cual se vende en el centro de Alajuelita los sábados, también el típico fresco de piñarroz, que es frecuente en la mesa de los pobladores.

## Transporte

### Carreteras
Al distrito lo atraviesan las siguientes rutas nacionales de carretera:
- Ruta nacional 105
- Ruta nacional 217

## Concejo de distrito
El concejo de distrito de Concepción vigila la actividad municipal y colabora con los respectivos distritos de su cantón. También está llamado a canalizar las necesidades y los intereses del distrito, por medio de la presentación de proyectos específicos ante el Concejo Municipal. La presidenta del concejo del distrito es la síndica propietaria del partido Nueva Generación, Jennifer Tatiana Rodríguez Aguilar.
El concejo del distrito se integra por:
| #                       | Partido                         | Nombre                            |
| Síndico propietario     | Síndico propietario             | Síndico propietario               |
| ----------------------- | ------------------------------- | --------------------------------- |
| 1                       | Renovación Costarricense        | Mayra Violeta Rodríguez Fernández |
| Síndico suplente        |                                 |                                   |
| 2                       | Renovación Costarricense        | Betuel Mora Acuña                 |
| Concejales propietarios |                                 |                                   |
| 3                       | Renovación Costarricense        | Edwin Bermúdez Ávalos             |
| 4                       | Renovación Costarricense        | Clara Mejías Araya                |
| 5                       | Partido Unidad Social Cristiana | Rosibell Masís Redondo            |
| 6                       | Partido Liberación Nacional     | María del Milagro Araya Madrigal  |
| Concejales suplentes    |                                 |                                   |
| 7                       | Renovación Costarricense        | Blanca Iris Carvajal Martínez     |
| 8                       | Renovación Costarricense        | Bernardo Mora Bartels             |
| 9                       | Partido Unidad Social Cristiana | Michael Salazar Campos            |
| 10                      | Partido Liberación Nacional     | Álvaro Atonio Araya Madrigal      |